# Pauline Oliveros
Pauline Oliveros (30. května 1932 – 25. listopadu 2016) byla americká hudební skladatelka a akordeonistka. Narodila se v Houstonu a počínaje rokem 1949 studovala na zdejší univerzitě. V roce 1952 přestoupila na San Francisco State College. Mezi její učitele patřil například skladatel Robert Erickson. V šedesátých letech se účastnila činnosti hudební organizace San Francisco Tape Music Center. Olivieros se objevuje na řadě kompilací věnovaných ženám a homosexuálním hudebníkům. Sama však necítila žádnou souvislost mezi svou hudbou a vlastní orientací či pohlavím.